# William Henry Barlow
Pour les articles homonymes, voir Barlow.
William Henry Barlow (1812-1902) est un ingénieur britannique qui travailla principalement sur des projets liés au chemin de fer.

## Enfance et éducation
Né à Charlton, dans le sud-est de Londres, fils du professeur Peter Barlow ingénieur et mathématicien, qui enseigne à la Royal Military Academy de Woolwich, William Barlow grandit près du chantier naval Woolwich et passe ses années de formation d'ingénieur avec son père, puis travaille au département des machines du chantier naval.

## Carrière

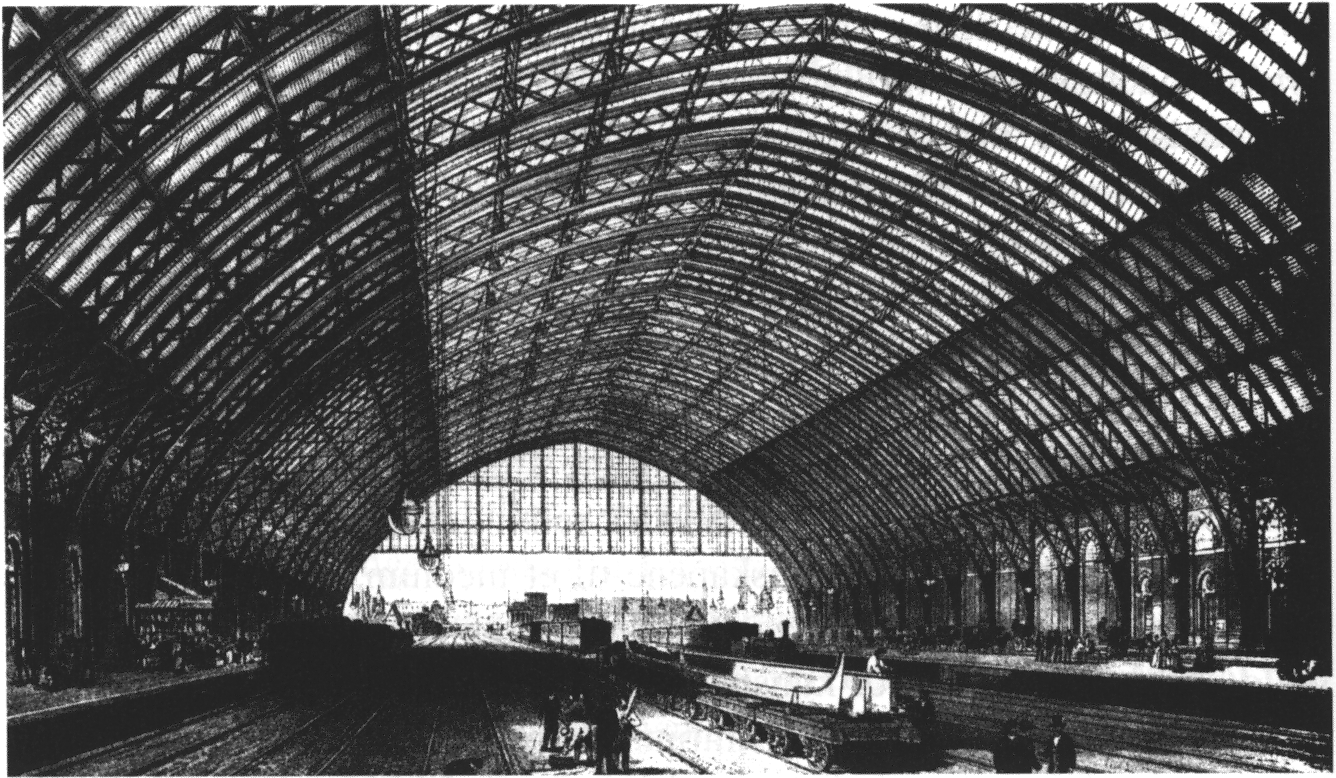
L'intérieur du hall Barlow à la gare de St Pancras, vers 1870.

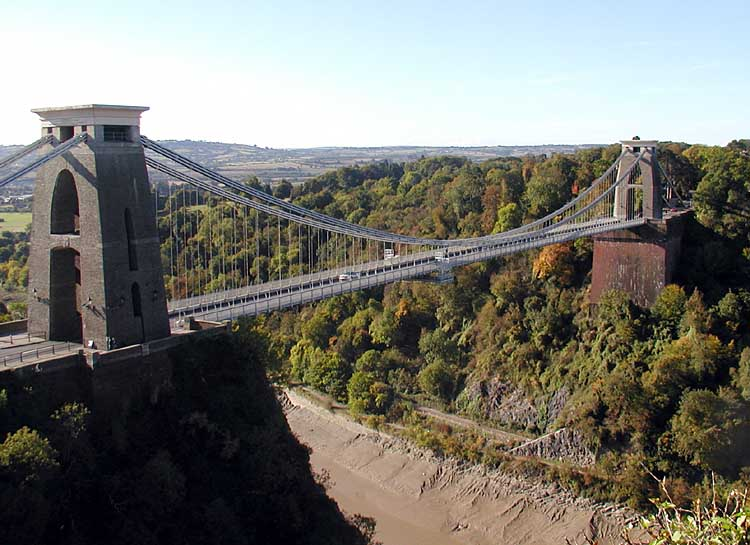
Le pont suspendu de Clifton.

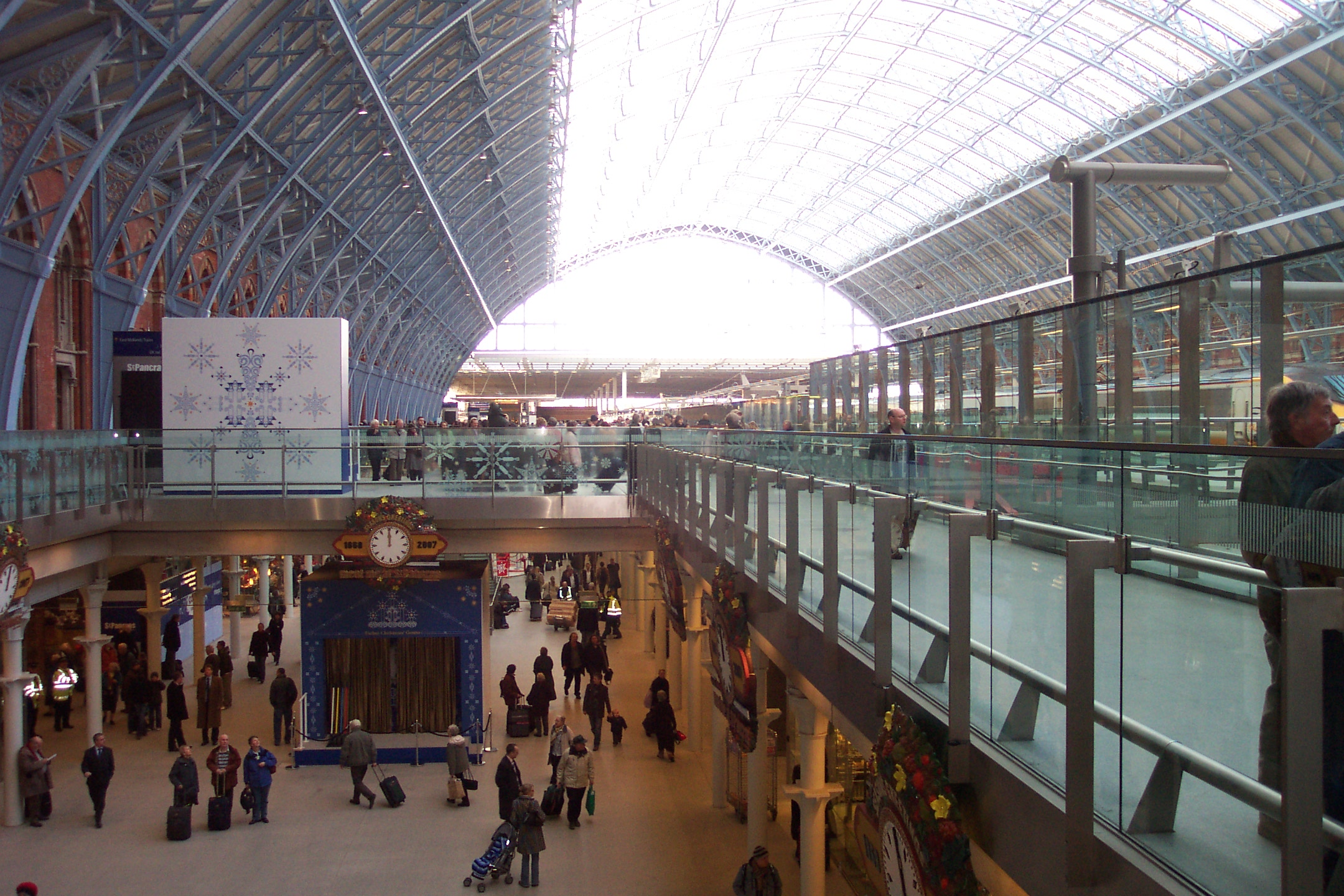
L'intérieur du hall Barlow à la gare de St Pancras en 2007.

Il passe ensuite six années à travailler comme ingénieur à Constantinople, en Turquie, en aidant à la construction d'une usine de munitions pour la société de machine-outil de Henry Maudslay (et de travailler sur certains phares dans le Bosphore), avant de revenir à occuper un poste d'assistant ingénieur dans les chemins de fer Manchester and Birmingham Railway (en) (réseau du nord-ouest de Londres) en 1838, après quoi il rejoint la Midland Railway en 1842. Il fonde son propre cabinet en 1857, mais reste un consultant pour la Midland Railway.
Membre actif de l'Institution of Civil Engineers, Barlow participe à plusieurs initiatives de la ICE, notamment la conception de l'immeuble utilisé pour l'Exposition universelle de 1851, et la réalisation du Pont suspendu de Clifton en 1864 après la mort du célèbre ingénieur de génie Isambard Kingdom Brunel en 1859.
En tant qu'ingénieur en chef à la Midland Railway, Barlow est responsable de sections des principales lignes de chemin de fer entre Londres et les Midlands de l'Est. La réalisation la plus célèbre est le dépôt de trains de Londres, son terminus : la Gare de Saint-Pancras (1864-68), que Barlow a conçu avec Rowland Mason Ordish et William Henry Le Feuvre. C'est a une arche en fonte et en acier avec auvent de 74 m (243 pieds) d'envergure - alors la plus longue du genre dans le monde. La verrière est longue de 213 m (700 pieds) d'environ 30 m (100 pieds) de hauteur. George Gilbert Scott conçoit l'hôtel en façade du hall.
Son frère Peter W. Barlow est également ingénieur, dont les principales contributions sont de nouveaux développements dans les boucliers de creusement de tunnel en collaboration avec James Henry Greathead - un élève de William Barlow fin des années 1860.
Barlow est un membre de la Royal Society de 1850, et est élu président de l'Institution of Civil Engineers en 1879.

## La catastrophe du Pont de Tay

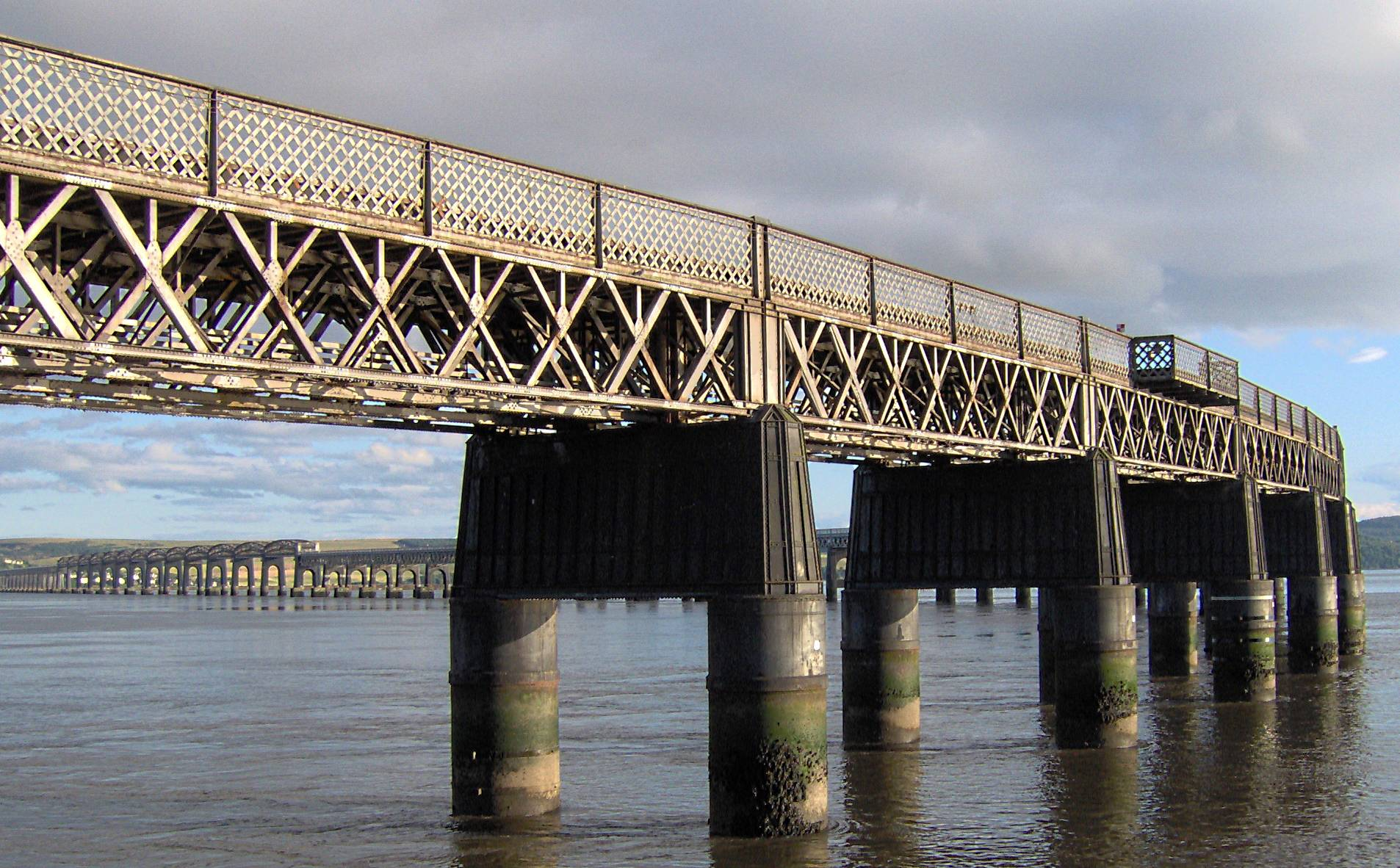
Vue du pont du Tay depuis Dundee.

Son rôle de chef de file dans la profession ont conduit à sa nomination en tant que commissaire de la Chambre de commerce enquête qui a enquêté sur l'échec catastrophique du pont ferroviaire sur la rivière Tay, près de Dundee en 1879. Le centre du pont s'est effondré durant une tempête dans la nuit du 28 décembre 1879, et un train express de Édimbourg était sur cette partie du pont quand il est tombé. Il y eut au moins 75 victimes, incluant tous les passagers et les employés, 29 des corps n'ont jamais été retrouvés.
Il a siégé avec Henry Cadogan Rothery (en) et le colonel William Yolland (en), coauteur l'un des derniers rapports avec Yolland. Ils ont conclu qu'à l'origine le pont de Tay avait été "mal conçu, mal construit et mal entretenu". Le vieux pont était construit en colonnes en fonte renforcées par des barres en fer forgé, mais les pattes de connexions sont en fonte. Elles ont été soumises à des tensions et une détérioration au cours de la courte vie de la structure, de déformation et de fissures, jusqu'à ce qu'elles cassent dans la nuit de la catastrophe. L'ensemble de la section centrale du pont s'est effondré, laissant un vide de près d'un demi-mille sur les 2 mille de longueur du pont. Les treize piliers soutenant le tablier portant la voie ferrée ont failli dans l'ordre en raison de plusieurs défauts de conception dans leur structure. Le rapport a fait sensation à l'époque, et la profession d'ingénieur a subi de graves attaques dans la presse.
William Barlow a dirigé la conception du pont de remplacement (1882-87) avec son fils Crawford Barlow. Ils ont utilisé des piles massives monocoques en fer forgé et acier pour soutenir la double voie de chemin de fer. Les vieilles briques et la maçonnerie des piles du premier pont construit par Thomas Bouch ont été gardées comme brise-lames pour les nouveaux quais en amont. Ils peuvent encore être vus aujourd'hui comme triste rappel de la tragédie de 1879.
Au cours de la même période, il a également participé à la vérification de la conception du Pont du Forth, à l'ouest d'Edimbourg.
William Barlow vivait dans la maison High Combe à Charlton, 145 Charlton Road, Greenwich, Londres Se7.

## Le rail Barlow

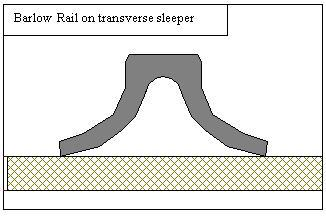

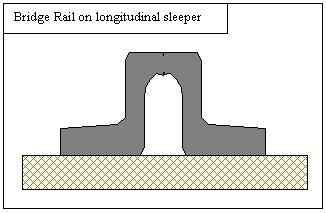

Barlow a inventé et breveté le rail Barlow (en), un type de rail de chemin de fer en 1849. Ce rail est très large, avec une structure en forme de V inversé et était destinée à être posée directement sur le ballast, sans la nécessité de traverses. Toutefois il avait tendance à perdre de sa jauge et fut remplacé rapidement.

## Source
- (en) Cet article est partiellement ou en totalité issu de l’article de Wikipédia en anglais intitulé « William Henry Barlow » (voir la liste des auteurs).